# Satz von Hellinger-Toeplitz
Der Satz von Hellinger-Toeplitz ist ein mathematischer Satz aus der Funktionalanalysis. Er ist nach den Mathematikern Ernst Hellinger und Otto Toeplitz benannt. Ursprünglich wurde der Satz im Sinne von Bilinearformen unendlich vieler Veränderlicher formuliert.

## Formulierung
Es seien {\displaystyle H} ein Hilbertraum und {\displaystyle T:H\rightarrow H} ein symmetrischer linearer Operator, das heißt, ein Operator, der für alle {\displaystyle x,\,y\in H} die Gleichung
{\displaystyle \langle Tx,y\rangle =\langle x,Ty\rangle }
erfüllt. Dann ist {\displaystyle T} stetig, d. h. beschränkt.

## Beweis
Nach dem Satz vom abgeschlossenen Graphen ist es hinreichend, Folgendes zu zeigen: Ist {\displaystyle (x_{n})_{n\in \mathbb {N} }} eine Nullfolge und {\displaystyle Tx_{n}} konvergent, dann ist {\displaystyle \lim _{n\rightarrow \infty }Tx_{n}=0}.

Verwendet man die Stetigkeit des Skalarprodukts auf {\displaystyle H} und setzt {\displaystyle y:=\lim _{n\rightarrow \infty }Tx_{n}}, dann folgt
{\displaystyle \langle y,y\rangle =\langle \lim _{n\rightarrow \infty }Tx_{n},y\rangle =\lim _{n\rightarrow \infty }\langle Tx_{n},y\rangle =\lim _{n\rightarrow \infty }\langle x_{n},Ty\rangle =\langle \lim _{n\rightarrow \infty }x_{n},Ty\rangle =\langle 0,Ty\rangle =0,}
also {\displaystyle y=0}.

## Folgerungen
- Da der Operator {\displaystyle T} linear und stetig ist, ist er auch beschränkt.
- Jeder symmetrische, überall auf {\displaystyle H} definierte Operator ist selbstadjungiert.
- Unbeschränkte selbstadjungierte Operatoren können höchstens auf einer dichten Teilmenge eines Hilbertraums definiert sein.

## Verallgemeinerung
Man kann die Bedingung im Satz von Hellinger-Toeplitz abschwächen:
Es seien {\displaystyle H_{1}} und {\displaystyle H_{2}} Hilberträume und {\displaystyle T:H_{1}\rightarrow H_{2}} ein linearer Operator, der ein Adjungiertes besitzt, das heißt: Es gibt einen Operator {\displaystyle S:H_{2}\rightarrow H_{1}}, der für alle {\displaystyle x\in H_{1}} und {\displaystyle y\in H_{2}} die Gleichung
{\displaystyle \langle Tx,y\rangle _{H_{2}}=\langle x,Sy\rangle _{H_{1}}}
erfüllt. Dann sind {\displaystyle T} und {\displaystyle S} stetig.
Der Beweis geht analog.